# Dominante (Almanach)
Dominante ist ein deutsch-russischer Almanach für Literatur und Kunst, der seit 2006 halbjährlich in München erscheint. Er wendet sich an den mehrsprachigen Leser in verschiedenen Ländern.

## Konzept
Die Publikation zielt darauf, den Dialog zwischen den Kulturen zu vertiefen. Es wird ein breites Spektrum von Texten vieler Autoren aus allen Epochen, z. B. Epikur, Rilke, Mandelstam in der Regel parallel auf Deutsch und Russisch vorgestellt. Die zweisprachige Präsentation der Texte des Almanachs besetzt eine freie Nische im deutsch-russischen Kulturraum.
Zunehmend werden aber auch Texte in anderen Sprachen berücksichtigt, so bisher zum Beispiel auf Englisch, Französisch, Italienisch, Spanisch, Hebräisch, Jiddisch u. a.
Insgesamt wurden seit 2006 sieben Ausgaben des Dominante-Almanach (2 Hefte pro Ausgabe) veröffentlicht. Die Seitenzahl jeder Ausgabe liegt zwischen 300 und 350 Seiten.
In der Zeitschrift haben zeitgenössische Autoren wie Boris Chasanow, Elke Erb, Àxel Sanjosé, Daniil Granin, Peter Horst Neumann, Elena Kazuba, Hans Magnus Enzensberger, Konstantin Kedrow, Michael Krüger, Maja Michailowna Plissezkaja, Wladimir Woinowitsch, Thorsten Palzhoff, Arne Nielsen, Katrin de Vries u. a. publiziert.
Seit 2011 wird ein Dominante-Preis an einen Künstler aus Literatur oder Musik verliehen.